# Bonte babbelaar
De bonte babbelaar (Turdoides hypoleuca) is een zangvogel uit de familie Leiothrichidae.

## Verspreiding en leefgebied
Deze soort komt voor in Kenia en Tanzania en telt twee ondersoorten:
- T. h. hypoleuca: van centraal en zuidelijk Kenia tot het Kilimanjarogebergte (noordelijk Tanzania).
- T. h. rufuensis: noordoostelijk Tanzania.

## Status
De grootte van de populatie is niet gekwantificeerd maar de soort wordt omschreven als plaatselijk algemeen. Op de Rode lijst van de IUCN heeft deze soort de status niet bedreigd.